# Atlanta (Texas)
Atlanta è un comune (city) degli Stati Uniti d'America della contea di Cass nello Stato del Texas. La popolazione era di 5.675 abitanti al censimento del 2010.

## Geografia fisica
Atlanta è situata a 33°07′06″N 94°10′00″W (33.118228, -94.166537).
Secondo lo United States Census Bureau, la città ha una superficie totale di 32,77 km², dei quali 32,38 km² di territorio e 0,39 km² di acque interne (1,19% del totale).

## Società

### Evoluzione demografica
Secondo il censimento del 2010, la popolazione era di 5.675 abitanti.

### Etnie e minoranze straniere
Secondo il censimento del 2010, la composizione etnica della città era formata dal 64,99% di bianchi, il 30,19% di afroamericani, lo 0,44% di nativi americani, lo 0,6% di asiatici, lo 0% di oceanici, il 2,06% di altre razze, e l'1,73% di due o più etnie. Ispanici o latinos di qualunque razza erano il 4,05% della popolazione.